# Bucharest Warriors
Bucharest Warriors este un club de fotbal american din România, înființat pe 18 februarie 2007. Este cea mai veche echipă și prima campioană a României la fotbal american.
În prezent Clubul de Fotbal American "Bucharest Warriors" a inițiat peste 1000 de persoane (2018) în fotbal american, este principalul promotor al fotbalului american în țară, și inovează constant prin metodele și tehnicile de antrenament, care apoi au fost furnizate către celelalte echipe și către alte ramuri sportive din România.
Din 2015 focusul este pe dezvoltarea echipelor de fotbal american pentru copii Arhivat în 30 august 2018, la Wayback Machine..
Este prima echipă care a adus acest sport în România, care a disputat primul meci de fotbal american, care a organizat un meci de fotbal american internațional în țară, împotriva echipei din Republica Moldova, Kishiniev Barbarians, și care a organizat și participat în primul meci al echipei României (Team Romania), împotriva echipei naționale a Turciei.
Pe data de 21 noiembrie 2012, Fotbalul American a fost recunoscut ca ramură sportivă în România, de către Autoritatea Națională pentru Sport și Tineret, ceea ce va genera în viitorul apropiat Federația Română de Fotbal American.

## Istorie
Înainte de 2007, fotbalul american era inexistent în România, Bucharest Warriors fiind prima echipa si principalul dezvoltator al sportului in Romania. Prin suportul oferit de echipa Warriors s-a recunoscut de catre Ministerul Sportului ramura de sport "fotbal american" pentru a putea infiinta Federație de Fotbal American pentru a dezvolta si atrage cati mai multi sportivi in acest sport.

### 2007
Un mic grup de români au început să vorbească despre fotbalul american pe un forum românesc online dedicat tuturor sporturilor.
Zi după zi, din ce în ce mai multe posturi își făceau apariția pe forum, din ce în ce mai multe discuții despre fotbal american, despre NFL ( National Football League - liga națională de fotbal american), despre NCAA.  Sfârșitul lui 2006 și începutul lui 2007 a reușit să strângă un număr semnificativ de fani ai fotbalului american.
Pe 18 februarie 2007 , Cristian Rizu a propus o întâlnire în lumea reală unde să împărtășească pasiunea pentru fotbalul american. Întâlnirea s-a ținut în București, în parcul Izvor; la sfârșitul sezonului din primăvară, numele noii echipe formate a fost ales: The Warriors.
În vara aceluiași an, echipei i s-a alăturat Roman Seremet, care a jucat fotbal american în Statele Unite pentru Meeker Bulldogs și în Republica Moldova pentru Kishinev Barbarians.
Alături de alți doi membri, Cojanu Florin și Preda Bogdan, Roman Seremet a început să organizeze antrenamente, să pregătească actele necesare pentru deveni o entitate legală, în vederea achiziționării de echipament. Acestea au fost cele trei mari obiective pentru anul 2007.
Antrenamentele au început rapid, The Warriors dorind să poată juca măcar un meci până în 2008. În septembrie 2007, doi membri ai echipei, Florin Cojanu și Roman Seremet au făcut o excursie în Germania să cumpere primele echipamente. O parte din banii pentru echipamente a venit de la jucători din moment ce Warriors București nu beneficiau de sponsori la momentul respectiv.
Din septembrie, membrii echipei Warriors se antrenau echipați. Primul contact cu altă echipa a avut loc în același an, în decembrie. Imediat după ce antrenorii echipei Warriors (Cojanu și Seremet) s-au întors din Olanda, unde au jucat în SuperFlag Bowl Tournament pentru Kishinev Barbarians, Warriors au plecat la Constanța unde urma să aibă un antrenament alături de echipa Sharks și să joace primul meci.
Pe 2 decembrie, Warriors București au jucat împotriva Contanța Sharks într-un meci ce a dat startul fotbalului american în România.

### 2008
După o lungă pauză, echipa a revenit pe teren. Anul aducea noi provocări și fixa noi obiective. De data aceasta erau mai multe echipe și mult mai experimentate cu care să se întâlnească pe terenul de joc. Echipa Kishinev Barbarians a jucat împotriva Warriors pe terenul din Kishinev, Moldova, în aprilie 2009, în primul meci internațional jucat de cei de la Warriors. La doar 6 zile după meci, returul s-a desfășurat în București.
În martie 2008, Warriors București a plecat în Franța să participe la Essone Annual Flag Event din Paris. Datorită problemelor de transport, doar cinci jucători au reușit să ajungă în Paris. Acesta a fost primul Flag tournament la care Warriors au participat.
În iulie 2008, Warriors au invitat membrii echipei Constanța Sharks în București la primul meci oficial între două echipe românești. Warriros au câștigat amicalul - lună mai târziu au fost iar în Constanța, cu două scopuri: să închege echipa și să repete victoria din București. Amândouă scopurile au fost atinse, iar rezultatul meciului a fost de 24:12 pentru Warriors.
Pe 21 septembrie, echipa Minsk Zubrs, fondată în 1990, a venit în București pentru un meci amical. Având 18 ani de experiență, au dominat tot meciul, dar Warriors au reușit să înscrie două eseuri. Scorul final a fost de 40:12 pentru echipa din Minsk.
În septembrie, datorită diferențelor de opinie, echipa Warriors s-a separat, ca rezultat al plecării unor jucători. O nouă echipă a fost creată. Tot în cursul anului 2008, un nou lider al echipei a început să-și facă simțită prezența, și anume fundașul Kisfaludy Claudius, ocupând totodată poziția de antrenor defensiv.
Sfârșitul de an le-a adus confruntarea cu Sofia, în capitala Bulgariei. Ziua în care Warriors au ajuns în Sofia, ningea din greu. Amândouă echipele s-au prezentat pe terenul acoperit de 10 cm de zăpadă. În ciuda dezavantajului numeric, Warriors s-au întors acasă învingători: 6:2, prima victorie internațională.

### 2009
Anul 2009 a început cu SuperFlag BOWL Tournament din Olanda. Warriors au participat în februarie cu o echipă care s-a clasat pe locul 7 în turneu. De data aceasta au reușit să-i învingă pe cei de la Kishiniev Barbarians care, de asemenea, au participat și au ocupat locul 10.
Echipa Bucharest Warriors a fost pentru a doua oară în Paris unde a jucat în Essone Annual Flag Tournament. Anul acesta Warriors au fost în Paris cu o echipa de juniori și una de seniori. În timp ce echipa de seniori s-a zbătut să ajungă pe podium, juniorii s-au întors acasă cu locul trei care i-a făcut demni de luat în considerare în European Flag map.
10 mai 2009 a adus echipa în Sofia pentru următorul amical. Acasă, Warriors a pierdut cu scorul de 12:20. De la acel meci până în noiembrie, Warriors nu a mai avut nici un meci.
Între timp, jucătorii s-au antrenat cu două echipe într-un turneu organizat în București. White Warriors și Red Warriors au ocupat locurile 1 și 3, iar Constanța Sharks s-a clasat pe locul 2.
Pe 14 noiembrie 2009, Warriors a organizat un alt meci împotriva celor de la Sofia. A fost un meci dificil, dar Warriors au reușit să învingă cu 12:8.

### 2010
În anul 2010, echipa Warriors a participat la un campionat oficial și la două campionate europene: EFAF Challenge Cup și CEFL Wildcard.
Primele două meciuri s-au ținut acasă împotriva a două echipe turcești. Prima, Istanbul Cavaliers a câștigat meciul împotriva Warriors, cu scorul final de 38-10. În consecință, Istanbul Cavaliers s-au înscris în campionatul CEFL împotriva celor de la Blue Devils.
Următorul meci s-a ținut în cadrul EFAF Challenge Cup, în Serbia. Warriors au jucat împotriva celor de la Cacak Angel Warriors. După  meci, Warriors au luat vacanța de vară pentru a se odihni și pentru a se pregăti pentru a doua parte a sezonului care urma să înceapă la sfârșitul lui august.
În timpul verii, mai multe echipe din România au pornit discuții despre necesitatea unui campionat intern. Au organizat Campionatul Național de Fotbal American și Flag 2010, începând în 27-28 iulie. Prima etapă s-a desfășurat în Timișoara, a doua, la Cluj-Napoca, iar a treia a avut loc la București.
Drept urmare, în campionat au luat parte: Bucharest Warriors, Bucharest Predators, Cluj Crusaders, Timișoara Lions. Flag: Bucharest White Warriors, Bucharest Red Warriors, Cluj Crusaders, Bucharest Predators, Timișoara Lions, Scăieni Jaguars.
Echipa Warriors București a terminat pe primul loc sezonul din 2010 al Campionatului Național de Fotbal American.

### 2011
În 2011, Bucharest Warriors reușesc să atingă un maxim al meciurilor disputate, jucând în perioada Martie-Noiembrie, 8 meciuri, care au rezultat 4 victorii și 4 înfrângeri. 
De asemenea 2 din aceste meciuri sunt reprezentate de CNFA, unde Bucharest Warriors joacă din nou împotriva celor de la Cluj Crusaders. Recordul fiind de 1-1-0 (1 victorie, 1 înfrângere). Bucharest Warriors câștigă RoBowl II la diferență de puncte, 29 - 26.
În acest an Bucharest Warriors atinge alte maxime istorice:
- număr record de jucători: 55

- număr impresionant de sponsori și parteneri:

Sponsori: Securitech 
Parteneri: Mic.ro, Club Maxx, Residence Hotels, Top Lac Service Auto, Sport Arena, Luca’s Bijuterii, Poli Tape, Bazar Sport, Luxury Consult, Reebok, Universitatea Financiar-Bancară, Universitatea Româno-Americană. Parteneri media: The Money Channel, Sport Total FM, Radio GSP, Sport 1, Calendar Evenimente, 20yards.ro, SportLocal.ro, Metropotam.ro, Sportmeet.ro, comunitatea bloggerilor.
- Donații: Baker University, care a oferit clubului atât echipamente cât și uniforme. Acestea fiind purtate pentru prima oară, în semn de mulțumire, la meciul dintre Bucharest Warriors și Bilgi Hunters (Turcia).

- participare la evenimentul: All Star Game, dintre fotbal american și baschet organizat de Sport Arena[10][11][12][13]
- organizare petrecere Super Bowl XLV, la Residence Arc de Triomphe, care a strâns peste 65 de fani ai fotbalului american.

### 2012
Anul 2012 a fost marcat de noi începuturi, dar și de noi pași marcanți.
În primăvara lui 2012, Răzvan Matache, împreună cu ajutorul managementului Bucharest Warriors a pornit toate demersurile privind recunoașterea fotbalului american ca ramură oficială de sport. Sportul a fost recunoscut în Noiembrie 2012, un pas major pentru trecerea la următorul nivel: Federația Română de Fotbal American.
Începând cu 2012, Bucharest Warriors își modifică radical structura, pregătind o nouă generație de jucători. Această nouă generație în 2 luni a fost prezentată în meciul organizat de Cluj Crusaders la Cluj: Shark Warriors vs. Cluj Crusaders. Unde 11 jucători BW, împreună cu alți 11 jucători de la Constanța Sharks au alcătuit un lot pentru a juca împotriva Crusaders.
Între timp, Bucharest Warriors a avut și 3 selecționați la Echipa României la Fotbal American (Team Romania), care a jucat împotriva Echipei Naționale a Turciei, pe Clinceni Arena. Echipa României fiind asftel formată din Bucharest Warriors, Cluj Crusaders, Constanța Sharks, Timișoara 89ers, Prahova Thunder.
Petrecerea anuală de Super Bowl a reunit în 2012, peste 100 de fani.
Anul 2012 a fost marcat de câteva evenimente extrem de importante:
1. Pe data de 21 noiembrie 2012, fotbalul american a fost recunoscut ca ramură sportivă de Autoritatea Națională pentru Sport și Tineret. La 5 ani de la formarea Bucharest Warriors, prima echipă din România, s-a reușit această performanță.
2. La finalul anului, Bucharest Warriors a reîntregit lotul de jucători, cu care a jucat 6 meciuri, din care 4 strict sub formație completă. Rezultatul final fiind de 2 victorii și 2 înfrângeri.

### 2013
În 2013 Bucharest Warriors a susținut primele 4 meciuri din Campionat cu noua generație de jucători. La începutul Campionatului, echipa avea peste 70% din membri, începători cu sub 2 luni de pregătire.

### Sponsorizări și parteneriate
- General

Autoritatea Națională pentru Sport și Tineret
Direcția Județeană pentru Sport și Tineret
Gatorade România (www.gatorade.ro)
HDS Inmedio
Puma România
Bazar Sport (www.bazarsport.ro)
Chipita (www.chipita.ro)
Inmedio România (www.hdsinmedio.ro)
Inter Clinceni (www.interclinceni.ro)
Lipitori.ro (www.lipitori.ro)
NGB Construction & Management (www.ngb.ro)
Ok Supermarket (www.facebook.com/OKSupermarket.ro) 
Primăria Clinceni (www.primaria-clinceni.ro)
Wilson România <http://newsport.biz>
- Media

Sport 1 TV (www.sport1tv.ro)
Sport Total FM (www.sptfm.ro)
Divizia de Film (www.facebook.com/DiviziaDeFilm) 
- Educație

Universitatea Financiar – Bancară (www.ufb.ro)
Universitatea Creștină “Dimitrie Cantemir” (www.ucdc.ro)
Universitatea Titu Maiorescu (www.utm.ro)
Universitatea Româno – Americană (www.rau.ro)
Colegiul Național “Matei Basarab” (www.basarab.ro)

### 2018
La 11 ani de la primul antrenament de fotbal american din Romania si dezvoltarea primei echipe Bucharest Warriors prin initativa lui Rizu Cristian. Pana in prezent, Bucharest Warriors prin Razvan Matache, Rizu Cristian si Roman Seremet s-au ocupat in intregime de dezvoltarea pe plan national a ramurii de sport.
La 11 ani de la inceputul fotbalului american in Romania, Bucharest Warriors a recrutat peste 1000 persoane, care au construit bazele in Bucuresti dar si in tara.
Din Bucharest Warriors s-au fondat alte 4 echipe in Bucuresti: Predators, Wolverines, Rebels si Dacians, dar a fost si sustinatorul arbitrilor prin dezvoltarea primelor cursuri de pregatire, iar o parte din jucatorii echipei Warriors au devenit primii arbitri din Romania.
Bucharest Warriors a sustinut si va sustine dezvoltarea fotbalului american in Romania prin participarea in primele meciuri ale echipelor din tara: Constanta Sharks, Cluj Crusaders, Bucharest Predators, Prahova Thunders, Giurgiu Gladiators, dar si cu suport prin oferirea de echipament pentru Timisioara 89ers si Baia Mare Miners.
Participand la initerea Campionatului National de Fotbal American, Bucharest Warriors a castigat 2 finale si va continua sa participe si in urmatorii ani.
Bucharest Warriors a avut meciuri de contact cu toate echipele din tara inclusiv Iasi Sevens si Vaslui Wolves, dar si la nivel european cu: Serbia, Ungaria, Moldova, Bulgaria, Belarus si Turcia. La nivel flag football au participat la turnee in tara dar si in Franta, Olanda si Serbia.
Bucharest Warriors a initiat si sustinut procesul de recunoastere a ramurii de sport, dar si primul meci al echipei nationale in 2012, iar ca urmare al acestei realizari, echipele de Fotbal American din Romania au putut accesa terenuri, materiale si evenimente organizate pe plan local sau judetean. Intreg procesul a fost dezvoltat din finantarea facuta de Bucharest Warriors pentru a ajuta toate echipele din Romania.
La nivel global s-a dezvoltat colaborarea cu EFAF si IFAF prin care am putut aduce cursuri de antrenori, training camps, cursuri de pregatire arbitri dar si antrenori si staff tehnic la meciul nationalei.
Focusul echipei s-a transferat catre recrutarea si dezvoltarea lotului de copii Bucharest Warriors Kids Football, in prezent avand 30 de copii cu varste cuprinse intre 7 si 16 ani. Acestia au participat in ultimii 2 ani la Campionatul European U15 (2016) din Serbia, proiectul Campionatului National de Flag Football Copii (2016), meciuri de contact cu Bucharest Titans, Mures Monsters si Giurgiu Gladiators (2017).
Echipa de copiii Bucharest Warriors, a jucat meciuri de flag-football lunare cu echipa Giurgiu Gladiators.
Tot in anul 2018, echipa de copiii Bucharest Warriors a participat la campionate de flag precum:
Danube Cup unde  a obținut locul 4 , 
Rebels Winter Cup VI unde a obținut locul unu la grupa U16 .
Tot la Rebels Winter Cup VI Bucharest Warriors Kids a jucat și un meci cu Giurgiu Gladiators.
Scor Danube Cup:
- Giurgiu Gladiators – Bucharest Warriors Kids: 20-18
- Bucharest Rebels – Warriors Kids: 8-15
- Santa’s Rebels – Warriors Kids: 36-6
- Warriors Kids - Bucharest Titans: 24 – 0.

Scor Rebels Winter Cup VI(Grupa U16):
- Crusaders U16 vs. Bucharest Warriors: 14 – 18
- Bucharest Warriors vs. Mioveni Angels: 28 – 7

### 2019
De 12 ani de când Rizu Cristi a venit cu inițiativa de a aduna in parcul Izvor toți pasionații de fotbal american sa se joace și sa se antreneze împreuna, s-au creat echipe de fotbal american in toată țara de tackle, de flag-football și de U16.
In anul 2019 echipa de copiii Bucharest Warriors își propune sa se înscrie la campionatul de tackle 8 vs 8 din primăvara, sa joace meciuri de flag-football lunare cu Giurgiu Gladiators și sa dezvolte grupele de copiii cu vârstele cuprinse intr-e: 8-10, 10-12, 12-14, 14-16 ani.
Bucharest Warriors va ajuta in continuare sa dezvolte fotbalul american in Romania prin împrumutarea și donarea de echipamente la evenimentele sportive sau echipe de fotbal american din Romania.

## Activități

### Training Camps
Bucharest Warriors a participat în perioada 15 Octombrie - 17 octombrie 2009 la training camp-ul organizat în Sofia, Bulgaria de echipa Team Sofia. La acest training camp, au fost implicați antrenori americani cu experiență de peste 10 ani în fotbal american.
În 2013, antrenorii și jucătorii au participat la un stagiu de pregătire susținut de legendarul Joe Montana și alți foști jucători NFL, în Trieste, Italia.

### Officiating Clinic
Bucharest Warriors a organizat împreună cu EFAF, pe data de 17 aprilie 2010, un curs de pregătire în arbitrarea meciurilor de fotbal american.
În 2013, a reluat pregătirea arbitriilor, prin implicarea activă în organizarea clinic-urilor și înscrierea unor jucători în lotul de arbitraj.

### NFL London
Bucharest Warriors participă din 2008 la meciurile NFL organizate în Londra, pe stadionul Wembley.

## Echipament și logo

### Echipament

#### Acasa
- căști negre cu însemnul "W" (Warriors);
- tricou alb cu numărul jucătorului pe fiecare umăr și pe fața tricolui, numele echipei în dreptul pieptului, logoul echipei în partea stângă a tricoului;
- partea din spate a tricoului este alcătuită din numele echipei scrisă deasupra numărului jucătorului, culoarea albă;
- pe mâneci există o dungă roșie și o dungă neagră;
- pantalonii jucătorilor sunt de culoare albă și au o dungă roșie pe partea laterală a fiecărui picior;
- ciorapi de culoare roșie

#### Deplasare
- căști negre cu însemnul "W" (Warriors);
- tricou rosu cu numărul jucătorului pe fiecare umăr și pe fața tricolui, numele echipei în dreptul pieptului, logoul echipei în partea stângă a tricoului;
- partea din spate a tricoului este alcătuită din numele echipei scrisă deasupra numărului jucătorului, culoarea roșie;
- pe mâneci există o dungă albă și o dungă neagră;
- pantalonii jucătorilor sunt de culoare albă și au o dungă roșie pe partea laterală a fiecărui picior;
- ciorapi de culoare roșie

#### Throwback
- căști negre cu însemnul "W" (Warriors);
- tricou bleumarin cu numărul jucătorului pe față, culoarea albă;
- partea din spate a tricoului este alcătuită din numele echipei scrisă deasupra numărului jucătorului, culoarea albă;
- pantalonii jucătorilor sunt de culoare portocalie
- ciorapi de culoare albă

### Logo
Logoul echipei este un coif de războnic (simbolul puterii și al luptei) înconjurat de numele echipei, Bucharest Warriors.

## Componența

### Varsity
Echipa Varsity este reprezentată de echipa principală Bucharest Warriors

### Junior Varsity
Echipa Junior Varsity este reprezentată de echipa de juniori Bucharest Warriors

### Practice Squad
Echipa Practice Squad este reprezentată de potențialii jucători pentru echipa principală

### Flag Teams
Bucharest Warriors a avut de-a lungul timpului echipe de flag football. Acestea se formează din jucătorii Bucharest Warriors, și pot avea denumiri precum: Red, White, Black, Silver Warriors. 
Bucharest Warriors a participat la Campionatul Național de Flag Football 2010 (CNFF) cu 2 echipe: Red și White Warriors, acestea plasându-se pe locul 2, respectiv 4. În finală Red Warriors au jucat împotriva echipei Scaeni Jaguars.
Echipele de flag football au participat de-a lungul timpului la turnee internaționale:
| Denumire Turneu                       | Locație | Dată                   |
| ------------------------------------- | ------- | ---------------------- |
| Essone Flag Football Tournament       | Franta  | Martie 2008            |
| SuperFlag BOWL                        | Olanda  | Februarie 2009         |
| Essone Flag Football Tournament       | Franța  | Martie 2009            |
| Campionatul National de Flag Football | România | Iulie - Noiembrie 2010 |

La turneul Essone Flag Football Tournament din 2009, Bucharest Warriors s-a prezentat cu o echipă de flag de juniori, aceștia ocupând podiumul, pe locul 3 din 8 echipe participante la grupa lor de vârstă.

## Meciuri

### 2007
| Oponent          | Rezultat  | Stadion             | Oraș      | Țară    | Dată       | Competiție |
| ---------------- | --------- | ------------------- | --------- | ------- | ---------- | ---------- |
| Constanța Sharks | W 36 - 12 | Stadionul Cleopatra | Constanța | România | 02.12.2007 | Amical     |

Record: 1-0

### 2008
| Oponent             | Rezultat  | Stadion                   | Oraș      | Țară              | Dată       | Competiție           |
| ------------------- | --------- | ------------------------- | --------- | ----------------- | ---------- | -------------------- |
| Kishinev Barbarians | L 8 - 40  | -                         | Chișinău  | Republica Moldova | 13.04.2008 | Amical Internațional |
| Kishinev Barbarians | L 0 - 39  | Complexul Studențesc      | București | România           | 19.04.2008 | Amical Internațional |
| Constanța Sharks    | W 28 - 0  | Complexul Agronomie       | București | România           | 27.07.2008 | Amical               |
| Constanța Sharks    | W 24 - 12 | Stadionul Cleopatra       | Constanța | România           | 24.08.2008 | Amical               |
| Minsk Zubrs         | L 12 - 40 | Complexul Sportiv Ghencea | București | România           | 21.09.2008 | Amical Internațional |
| Team Sofia          | W 6 - 2   | -                         | Sofia     | Bulgaria          | 23.11.2008 | Amical Internațional |

Record: 3-3

### 2009
| Oponent                     | Rezultat  | Stadion                   | Oraș        | Țară    | Dată       | Competiție           |
| --------------------------- | --------- | ------------------------- | ----------- | ------- | ---------- | -------------------- |
| Team Sofia                  | L 12 - 20 | Complexul Voința          | București   | România | 10.05.2009 | Amical Internațional |
| Team Sofia                  | W 12 - 8  | Complexul Sportiv Ghencea | București   | România | 14.11.2009 | Amical Internațional |
| Cluj Napoca Crimson Dragons | -         | -                         | Cluj-Napoca | România | 15.12.2009 | Scrimmage            |

Record 2-1
+ participarea la competiția Nord vs. Sud, pe data de 7 iunie 2009, în Complexul Sportiv Ghencea. Echipa Sud era formată din membrii echipelor Bucharest Warriors și Constanța Sharks. Scor final: 0 - 26 pentru echipa Sud.

### 2010
| Oponent              | Rezultat  | Stadion                   | Oraș        | Țară     | Dată       | Competiție           |
| -------------------- | --------- | ------------------------- | ----------- | -------- | ---------- | -------------------- |
| Istanbul Cavaliers   | L 10 - 38 | Stadionul Voința          | București   | România  | 11.04.2010 | CEFL Wildcard        |
| Boğaziçi Sultans     | L 0 - 46  | Stadionul Voința          | București   | România  | 18.04.2010 | EFAF Challenge Cup   |
| Sofia Bears          | L 6 - 26  | -                         | Sofia       | Bulgaria | 9.05.2010  | Amical Internațional |
| Čačak Angel Warriors | L 0 - 68  | -                         | Čačak       | Serbia   | 30.05.2010 | EFAF Challenge Cup   |
| Cluj Crusaders       | W 15 - 0  | -                         | Cluj-Napoca | România  | 29.08.2010 | CNFA                 |
| Bucharest Predators  | W 61 - 0  | Complexul Sportiv Ghencea | București   | România  | 2.10.2010  | CNFA                 |
| Cluj Crusaders       | W 56 - 12 | Complexul Sportiv Ghencea | București   | România  | 21.11.2010 | RoBowl I             |

Record: 3-4

### 2011
| Oponent          | Rezultat | Stadion                                                | Oraș      | Țară     | Data       | Competiție           |
| ---------------- | -------- | ------------------------------------------------------ | --------- | -------- | ---------- | -------------------- |
| Sofia Bears      | L 0-12   | Complexul Sportiv Studențesc TEI                       | București | România  | 27.03.2011 | Amical Internațional |
| Constanța Sharks | W 20-6   | Oil Terminal                                           | Constanța | România  | 09.04.2011 | Amical               |
| Bilgi Hunters    | L 16-20  | Teren CSS1                                             | București | România  | 18.06.2011 | Amical Internațional |
| Szeged Bats      | W 14-12  | -                                                      | Szeged    | Ungaria  | 26.06.2011 | Amical Internațional |
| Sofia Bears      | L 6-28   | -                                                      | Sofia     | Bulgaria | 13.11.2011 | Amical               |
| Sofia Bears      | W 6-0    | FRF Mogoșoaia                                          | Mogoșoaia | România  | 26.11.2011 | Amical               |
| Cluj Crusaders   | W 14-6   | CSS1 Pajura                                            | București | România  | 25.09.2011 | CNFA                 |
| Cluj Crusaders   | L 15-20  | Parcul Sportiv Universitar “Prof. dr. Iuliu Hațieganu" | Cluj      | România  | 09.10.2011 | CNFA                 |

Record: 4-4
Informații meci: 
Sofia Bears @ Bucharest Warriors:
- Depth chart Arhivat în 28 septembrie 2011, la Wayback Machine.
- Poster meci Arhivat în 28 septembrie 2011, la Wayback Machine.
- Prezentare video

### 2012
| # | Oponent                            | Rezultat | Stadion                                                | Oraș            | Țară              | Data       | Competiție |
| - | ---------------------------------- | -------- | ------------------------------------------------------ | --------------- | ----------------- | ---------- | ---------- |
| 1 | Team Romania vs. Team Turkey       | L 0-61   | Clinceni Arena                                         | Clinceni, Ilfov | România           | 05.05.2012 | Amical     |
| 2 | Shark Warriors vs. Cluj Crusaders* | L 8-48   | Parcul Sportiv Universitar “Prof. dr. Iuliu Hațieganu" | Cluj            | România           | 27.05.2012 | Amical     |
| 3 | Constanța Sharks                   | W 14-12  | Oil Terminal                                           | Constanța       | România           | 01.07.2012 | Amical     |
| 4 | Constanța Sharks                   | W 16-12  | Clinceni Arena                                         | Clinceni, Ilfov | România           | 06.10.2012 | Amical     |
| 5 | USPEE Sentinels                    | L 8-32   | Chișinău                                               | Chișinău        | Republica Moldova | 21.10.2012 | Amical     |
| 6 | USPEE Sentinels                    | L 8-14   | Clinceni Arena                                         | Clinceni, Ilfov | România           | 24.11.2012 | Amical     |

Record: 2-2
- Meciul este jucat de noua generație Bucharest Warriors, dezvoltată în anul 2012. Bucharest Warriors a jucat împreună cu Constanța Sharks pentru a înfrunta echipa din Cluj. 11 jucători Bucharest Warriors au participat la acest meci.

Informații despre meciul Shark Warriors @ Cluj Crusaders:
- Facebook Event
- Zile de Cluj

### 2013
| # | Oponent          | Rezultat | Stadion                    | Oraș            | Țară    | Data       | Competiție         |
| - | ---------------- | -------- | -------------------------- | --------------- | ------- | ---------- | ------------------ |
| 1 | Cluj Crusaders   | L 00-46  | Clinceni Arena             | Clinceni, Ilfov | România | 27.04.2013 | CNFA               |
| 2 | Timișoara 89ers  | L 14-30  | Baza Sportivă "Textila"    | Timișoara       | România | 12.05.2013 | CNFA               |
| 3 | Bucharest Rebels | L 8-40   | Baza Sportiva "Ion Țiriac" | București       | România | 25.05.2013 | CNFA               |
| 4 | Bucharst Rebels  | L 12-40  | Cluj Arena                 | Cluj            | România | 15.06.2013 | CNFA - Finala mică |

## Campionatul Național de Fotbal American
Prima ediție a Campionatului de Fotbal American a fost o premieră în România în 2010 cu participarea a mai multor echipe, în două tipuri de joc: tackle football și flag football.

### CNFA - Campionatul Național de Fotbal American

#### 2010
Bucharest Warriors a participat la 2 din cele 3 etape ale campionatului, terminând sezonul regulat cu 2 victorii, ajungând în finală. 
Primul meci jucat în campionat a fost împotriva echipei Cluj Crusaders pe data de 29 august 2010, in Cluj Napoca, scor final 15 - 0 pentru Bucharest Warriors.
Al 2 lea meci a fost jucat pe data de 2 octombrie 2010, în București, în Complexul Sportiv Ghencea, împotriva echipei Bucharest Predators, meciul terminându-se 61 - 0 pentru Warriors.
Finala a fost disputată pe data de 21 noiembrie 2010, în București, în Complexul Sportiv Ghencea, împotriva Cluj Crusaders, rezultatul finalei a fost drastic diferențiat față de cel din sezonul regulat: 56 - 12

#### 2011
Finala Campionatului a fost sub forma a 2 meciuri consecutive împotriva echipelor Cluj Crusaders, Bucharest Warriors câștigând această ediție prin punctaveraj.

#### 2012
Bucharest Warriors fiind în perioada de reconstrucție a echipei, pregătind a-2-a generație de jucători nu a participat în Campionat.

#### 2013
Fiind primul Campionat după reconstrucție, echipa a debutat în sezon cu o echipă tânără, constituită din 70% începători, cu sub 2 luni de pregătire.
Bucharest Warriors a participat în Finala Mică RoBowl IV, ieșind pe locul al 4-lea.

### CNFF - Campionatul Național de Flag Football
Bucharest Warriors a participat în cadrul CNFF cu 2 echipe: Red Warriors și White Warriors. Red Warriors calificându-se în finală.

## Recordurile Warriors
- Cele mai multe puncte marcate: 61 - 0 (CNFA, 2 octombrie 2010, Bucharest Warriors vs. Bucharest Predators)
- Cea mai mare diferență de scor: 61 (CNFA, 2 octombrie 2010, Bucharest Warriors vs. Bucharest Predators)
- Cea mai lungă pasă de touchdown: 70 yarzi (#5 to #8, meci amical, 10 mai 2009, Bucharest Warriors vs. Team Sofia)
- Cel mai lung run pentru touchdown: 80 yarzi (#13, CNFA, 2 octombrie 2010, Bucharest Warriors vs. Bucharest Predators)
- Cei mai mulți yarzi ofensivi: 370 (CNFA - RoBowl, 21 noiembrie 2010, Bucharest Warriors vs. Cluj Crusaders)
- Cele mai multe touchdown-uri marcate prin run: 6 (CNFA - RoBowl, 21 noiembrie 2010, Bucharest Warriors vs. Cluj Crusaders)

## Legături externne
- Warriors Facebook
- Warriors YouTube
- Warriors Twitter
- Site-ul Oficial NFL
- Forumul Echipei BW Arhivat în 29 septembrie 2011, la Wayback Machine.
- Fotbal American în România Arhivat în 12 ianuarie 2015, la Wayback Machine.